# عبد السلام كاجمان
عبد السلام كاجمان سياسي ليبي عمل في المجلس الرئاسي الليبي منذ عام 2016. وهو أحد نواب رئيس المجلس الخمسة الأصليين وعضو في حزب العدالة والبناء، التابع لجماعة الإخوان المسلمين في ليبيا.  